# Frances Wood
Frances Wood (London, 1948. – ; kínai neve pinjin hangsúlyjelekkel: Wú Fāngsī; magyar népszerű: Vu Fang-sze; kínaiul: 吴芳思.) brit könyvtáros, történész, sinológus.

## Élete és munkássága
Frances Wood felsőfokú tanulmányait Liverpoolban kezdte 1967-ben, majd a Cambridge-i Egyetemen tanult tovább, ahol kínaiu tanult.  1975–1976-ban a Pekingi Egyetem hallgatója volt.

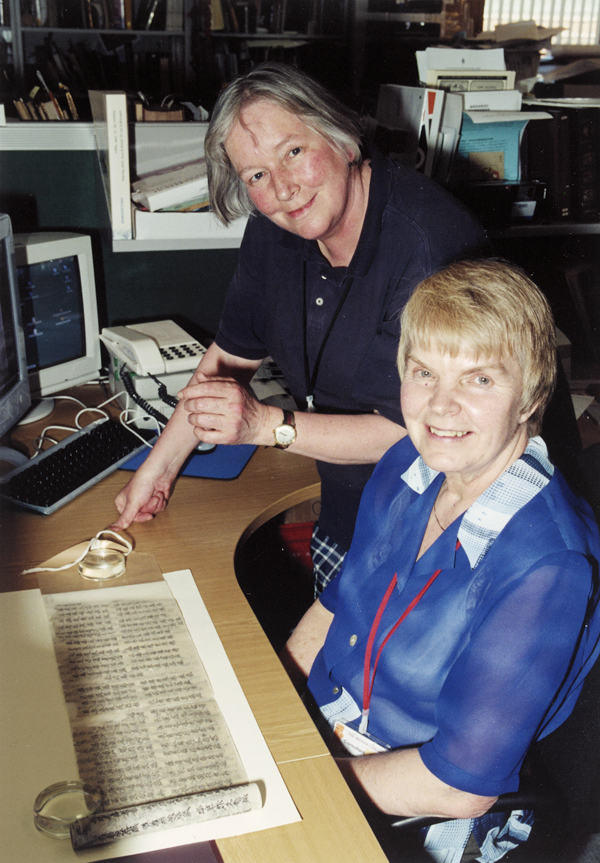
Frances Wood (áll) a orosz tangutológussal Kszenia Keppinggel (ül) 2001 márciusában.

Wood 1977-ben a londoni British Library munkatársa lett, ahol egészen a 2013-ig, a nyugdíjba vonulásáig dolgozott.
Wood nevét – nem csupán szakmai körökben – leginkább az tette ismertté, hogy tudományos érvekkel alátámasztva kételkedik abban, hogy Marco Polo egyáltalán járt-e Kínában, illetve a neki tulajdonított mű, az Il Milione csakugyan egyetlen személy élményeit mutatja be, vagy több utazó útleírása, élménygyűjteménye. Wood mindezeket 1995-ben adta közre a Did Marco Polo go to China? („Járt-e Marco Polo Kínában?”) című könyvében.

## Főbb művei
- 1985 Chinese illustration. British Library. ISBN 978-0-7123-0053-7
- 1991 (with Norah M. Titley). Oriental Gardens. British Library. ISBN 978-0-7123-0239-5
- 1995. Did Marco Polo go to China?. Secker & Warburg. ISBN 978-0-436-20384-8
- 2000. Hand-grenade practice in Peking: my part in the Cultural Revolution. John Murray. ISBN 978-0-7195-5781-1
- 2000. No Dogs and Not Many Chinese: Treaty Port Life in China, 1843-1943. John Murray. ISBN 978-0-7195-6400-0
- 2002. The Silk Road: Two Thousand Years in the Heart of Asia. University of California Press. ISBN 978-0-520-23786-5
- 2005. The Forbidden City. British Museum Press. ISBN 978-0-7141-2789-7
- 2007. The First Emperor of China. Profile Books. ISBN 978-1-84668-032-8
- 2008. China's First Emperor and His Terracotta Warriors. St. Martin's Press. ISBN 978-0-312-38112-7
- 2009. The Lure of China: Writers from Marco Polo to J. G. Ballard. Yale University Press. ISBN 978-0-300-15436-8
- 2010 (with Mark Barnard). The Diamond Sutra: The Story of the World's Earliest Dated Printed Book. British Library. ISBN 978-0-7123-5090-7
- 2017. Great Books of China.

## További hivatkozások
- Frances Wood on Desert Island Discs (broadcast 5 December 2010)
- Frances Wood on In Our Time discussing Marco Polo (broadcast 24 May 2012)